# Heliomantis latipennis
Heliomantis latipennis es una especie de mantis de la familia Hymenopodidae.

## Distribución geográfica
Se encuentra en Sarawak.